# أحمد زيور باشا
أحمد زيور باشا (1864 - 1945) كان رئيسا سابقا لمجلس الشيوخ المصري، ورئيسا سابقا للوزراء في مصر مرتين.

## النشأة
هو أحمد زيور ابن زيور رحمي آغا الجركسي. وُلد في عام 1864 في الإسكندرية، مُنحدرا من أسرة شركسية تركية الأصل، يونانية الجنسية جاءت إلى الإسكندرية من اقليم قوله التابع لليونان.
تلقى تعليمه في مدرسة العازاريين بمصر ثم في كلية الجزويت ببيروت، ثم تخرج من كلية اكس في فرنسا حاصلا على شهادة الحقوق منها. من الجدير بالذكر أيضا أنه خال سليمان نجيب بك.

## الطفولة
كان من تلاميذ مدرسة الجيزويت القدماء وكان بدينا في أيام التلمذة ولهذا عهدوا اليه بمهمة دق ناقوس المدرسة وعندما كان طفلا كانت أكثر العقوبات صرامة بالنسبة له اكل الخبز فقط (العيش الحاف) وكان يتالم من هذه العقوبة اشد الالم حتى كان يسميها (الحكم بالإعدام).

## حياته السياسية
بعد أن نال شهادة الحقوق عاد إلى مصر وتقلّد عدة مناصب في القضاء، ثم عُين محافظا لمدينة الإسكندرية، ثم عُين وزيرا للاوقاف في وزارة حسين رشدي باشا الثالثة بتاريخ 19 ديسمبر 1917 بدلا من الوزير المستقيل عبد العزيز فهمي.
عُيّن وزيرا للمعارف العمومية في وزارة محمد سعيد باشا الثانية في 20 مايو عام 1919، وتمّ تعيينه وزيرا للمواصلات في أربع وزارات أخرى هي، وزارة يوسف باشا وهبه الأولى (1919-1920م)، ووزارة محمد توفيق نسيم باشا (1920-1921)، ووزارة عدلي يكن باشا (1921) ووزارة يحيى إبراهيم باشا (1921-1924) ثم عين وزيرا للدولة في التعديل الوزاري الثالث لوزارة سعد باشا زغلول عام 1924.
شغل منصب رئيس مجلس الشيوخ المصري ذي الاغلبية الوفدية.
شكّل وزارته الأولى في 24 نوفمبر 1924، واستمر في الحكم حتى 13 مارس 1925. جامعا إلى منصب الرئاسة وزارتي الداخلية والخارجية أيضا. أُعيد تكليفه بتشكيل الوزارة المصرية مرة ثانية. بعد تقديم استقالة وزارته الأولى في 13 مارس 1925. واستمر في الحكم حتى 7 يونيو 1926.
عُيّن رئيسا للديوان الملكي في 27 أكتوبر 1934.
كان واسع الاطّلاع، يجيد مع اللغة العربية اللغات التركية والفرنسية ويفهم الإنجليزية والإيطالية. وكان كريم النفس واليد ضخم الجسم لطيفا واسع الصدر، محبا للدعابة، واشتهر عنه بره بوالديه.

## مناصبه الوزارية
| الوزارة               | تاريخ البدء  | تاريخ الإنتهاء | مجلس الوزراء                      |
| --------------------- | ------------ | -------------- | --------------------------------- |
| وزير التربية والتعليم | 20-مايو-19   | 02-يونيو-19    | وزارة محمد سعيد باشا الثانية      |
| وزير المواصلات        | 02-يونيو-19  | 20-نوفمبر-19   | وزارة محمد سعيد باشا الثانية      |
| وزير المواصلات        | 20-نوفمبر-19 | 21-مايو-20     | وزارة يوسف وهبة باشا              |
| وزير المواصلات        | 21-مايو-20   | 16-مارس-21     | وزارة محمد توفيق نسيم باشا الأولى |
| وزير المواصلات        | 16-مارس-21   | 24-ديسمبر-21   | وزارة عدلي يكن باشا الأولى        |
| وزير المواصلات        | 15-مارس-23   | 27-يناير-24    | وزارة يحيى إبراهيم باشا           |
| وزير دولة             | 24-يوليو-24  | 24-نوفمبر-24   | وزارة سعد زغلول باشا              |
| رئيس الوزراء المصري   | 24-نوفمبر-24 | 13-مارس-25     | وزارة أحمد زيور باشا الأولى       |
| وزير الخارجية         | 24-نوفمبر-24 | 09-ديسمبر-24   | وزارة أحمد زيور باشا الأولى       |
| وزير الداخلية         | 24-نوفمبر-24 | 09-ديسمبر-24   | وزارة أحمد زيور باشا الأولى       |
| وزير الخارجية         | 09-ديسمبر-24 | 13-مارس-25     | وزارة أحمد زيور باشا الأولى       |
| رئيس الوزراء المصري   | 13-مارس-25   | 07-يونيو-26    | وزارة أحمد زيور باشا الثانية      |
| وزير الخارجية         | 13-مارس-25   | 07-يونيو-26    | وزارة أحمد زيور باشا الثانية      |
| وزير الداخلية         | 30-نوفمبر-25 | 07-يونيو-26    | وزارة أحمد زيور باشا الثانية      |

## رئاسته الوزارة الأولى

### حكومته
| الوزير                  | الوزارة                                |
| ----------------------- | -------------------------------------- |
| أحمد زيور باشا          | وزارة الخارجية، وزارة الداخلية         |
| أحمد موسى باشا          | وزارة الحقانية                         |
| أحمد محمد خشبة بك       | وزارة الحقانية، وزارة المعارف العمومية |
| إسماعيل صدقي باشا       | وزارة الداخلية                         |
| عثمان محرم بك           | وزارة الأشغال العمومية                 |
| محمد السيد أبو علي باشا | وزارة الزراعة                          |
| محمد صادق يحيى باشا     | وزارة الحربية والبحرية                 |
| محمد صدقي باشا          | وزارة الأوقاف                          |
| محمد توفيق رفعت         | وزارة المعارف العمومية                 |
| محمود صدقي بك           | وزارة الأشغال العمومية                 |
| نخلة جورجي المطيعي بك   | وزارة المواصلات                        |
| يوسف قطاوي باشا         | وزارة المالية                          |

## رئاسته الوزارة الثانية

### حكومته
| الوزير              | الوزارة                                |
| ------------------- | -------------------------------------- |
| أحمد زيور باشا      | وزارة الخارجية والداخلية               |
| أحمد ذو الفقار      | وزارة الحقانية                         |
| إسماعيل صدقي باشا   | وزارة الداخلية                         |
| إسماعيل سري         | وزارة الأشغال العمومية                 |
| توفيق دوس باشا      | وزارة الزراعة                          |
| علي ماهر باشا       | وزارة الحقانية، وزارة المعارف العمومية |
| عبد العزيز فهمي     | وزارة الحقانية                         |
| محمد حلمي عيسى باشا | وزارة الداخلية، وزارة المواصلات        |
| محمد علي بك         | وزارة الأوقاف                          |
| محمد توفيق رفعت     | وزارة الأوقاف، وزارة المواصلات         |
| موسى فؤاد باشا      | وزارة الحربية والبحرية                 |
| نخلة المطيعي        | وزارة الزراعة                          |
| يحيى إبراهيم باشا   | وزارة المالية                          |
| يوسف قطاوي باشا     | وزارة المواصلات                        |

## وفاته
توفي أحمد زيور باشا بمسقط رأسه في الإسكندرية عام 1945 ودفن فيها.